# 女贞叶忍冬
女贞叶忍冬（学名：Lonicera ligustrina）是忍冬科忍冬属的植物。分布在印度、尼泊尔以及中国大陆的广西、湖南、四川、云南、贵州、湖北等地，生长于海拔650米至2,000米的地区，多生在灌丛以及常绿阔叶林中，目前尚未由人工引种栽培。

## 异名
- Lonicera ligustrina Wall. ssp. yunnanensis (Franch.) Hsu et H. J. Wang